# Bystritza
Bystritza ist ein häufiger Gewässer-, Flur- und Ortsname in  Ostmitteleuropa, Ost- und Südosteuropa.

## Namensherkunft
Die Bezeichnung stammt von einer Ableitung vom protoslawischen Adjektiv *bystrъ, was so viel bedeutet wie ‚klar‘, ‚hell‘ und ‚durchsichtig‘. Andere Erklärungen bringen den Namen auch mit – wohl übertragenen – Übersetzungen wie auf Steingrund fließender Bach oder eiliger, schneller Wasserlauf in Zusammenhang. Im Tschechischen beispielsweise bedeutet der Begriff als Substantiv in etwa Wildbach und als Adjektiv kann er im übertragenen Sinne für geistige Klarheit, also für ein helles Köpfchen oder einen schnellen Denker stehen.

## Verbreitung

### Slawisches Sprachgebiet
Zunächst handelte es sich um einen Flussnamen, der hauptsächlich in früher oder bis heute slawisch besiedelten Gebirgsregionen verbreitet ist, u. a. im Karpatenbogen, im Dinarischen und Balkangebirge, in den Alpen, den östlichen deutschen Mittelgebirgen und in den Rhodopen. Später wurde Bystritza auch zu einem Orts- und Flurnamen und kommt heute in vielen verschiedenen Variationen vor:
- Tschechisch: Bystřice, Diminutiv: Bystřička
- Slowakisch: Bystrica, Diminutiv: Bystrička, Vydrica
- Polnisch: Bystrzyca
- Slowenisch, Kroatisch, Serbisch, Mazedonisch: Bistrica (Бистрица)
- Bulgarisch: Bistriza (Бистрица)
- Ukrainisch: Bystryzja (Бистриця)
- Russisch: Bystriza (Быстрица) oder seltener Bystrizja (Быстриця)

### Andere Sprachgebiete
Auch in früher slawischen Gebieten, die heute anderssprachig sind, kommt der Name vor, und zwar in einer an die jeweilige Landessprache angepassten Form:

#### Nichtslawischer Sprachraum Südosteuropas
- Rumänisch: Bistrița
- Ungarisch: Beszterce
- Albanisch: Bistricë

#### Deutscher Sprachraum
Die deutschen sprachlichen Bezeichnungen und Schreibweisen sind abhängig von den verschiedenen Herkunftssprachen (west-, südslawisch), den regionalen Dialekten (Obersächsisch, Schlesisch, Bairisch) sowie von Grad und Zeitpunkt der Germanisierung (vgl. Bistritz und Bistrzitz).
- Bistritz (seltener auch: Bistritza), als allgemeinste und häufigste deutsche „Übersetzung“, werden verschiedene Flüsse und Städte vor allem im Südosten Europas und im Inneren Tschechiens genannt.
- Die Wistritz und die Weißeritz existieren im sächsisch-böhmischen Erzgebirge.[1]
- Weistritz ist die typische Bezeichnung in Schlesien in den Sudeten.
- Weidritz ist eine seltene abgeleitete Form in der westlichen Slowakei.
- Der häufige Name Feistritz stammt aus dem Slowenischen und ist fast ausschließlich im Südosten Österreichs anzutreffen.[2]
- Im Oberpfälzer Wald fließen die Warme und die Kalte Pastritz, eine Pastritz gibt es auch in Sachsen.